# لمعاشات
لمعاشات، هي جماعة قروية تابعة لإقليم آسفي ضمن جهة دكالة عبدة بالمغرب.  بلغ مجموع عدد سكان لمعاشات  حسب إحصاءات 2004  حوالي 13892 نسمة  يعيشون في 2415 أسرة.